# Johann Jakob Breitinger
Johann Jakob Breitinger (født 1. marts 1701 i Zürich, død 14. december 1776 sammesteds) var en schweizisk filolog.
Breitinger var professor i hebraisk og græsk i sin fødeby og modarbejdede med iver den franske smagsretning. Han blev derved Bodmers fælle i kampen mod gottschedianerne.
Blandt hans værker er Kritische Dichtkunst (2 bind, 1740) det betydningsfuldeste ved sine æstetiske undersøgelser over illusionens væsen i digtekunsten.
Han har også medvirket ved Bodmers udgivelse af gammeltyske digtere og skrevet en række teologiske, filologiske og filosofiske skrifter, der for deres tid havde stort værd.